# Trumpchi GS3
Le Trumpchi GS3 est un crossover produit par le groupe GAC sous la marque Trumpchi en Chine et sous la marque GAC Motor dans le reste du monde,,.

## Première génération (2017-2022)
La Trumpchi GS3 est basée sur la même plate-forme que la berline Trumpchi GA3S. Il s'agit de la version thermique du Trumpchi GE3. Elle a fait ses débuts au Salon de l'automobile de Chengdu 2017 et à l'international au Salon de l'automobile de Détroit 2018. Elle a été lancée sur le marché automobile chinois peu de temps après avec des prix allant de 73 800 à 116 800 yuans.

### Motorisation
Les moteurs disponibles comprennent un 1,3 L turbo produisant 137 ch et un 1,5 L produisant 114 ch, tous deux couplés à une boîte manuelle à 5 vitesses ou automatique à 6 vitesses.

### Marché étrangers
La GS3 a été lancée aux Philippines en octobre 2019, moins d'un an après les débuts de GAC Motor dans le pays,.
En décembre 2021, le GAC GS3 a été introduit en Malaisie. Deux variantes sont proposées, mais sous une seule motorisation 1.5L avec une boîte automatique 6 vitesses.

### Trumpchi GS3 Power
Le Trumpchi GS3 Power est une version restylée présentée en 2021 et vendu aux côtés du premier modèle comme une version plus haut de gamme. Le Trumpchi GS3 Power est disponible avec un moteur trois cylindres en ligne Turbo PFI de 1,5 litre développant 150 ch à 5 500 tr/min et 226 Nm de 1 500 à 4 000 tr/min, et le moteur TGDi de 1,5 litre développant 177 ch à 5 500 tr/min et 255 Nm de 1 500 à 4 000 tr/min. tr/min. Les suspensions sont de type MacPherson à l'avant et barres de torsion à l'arrière. Des freins à disque équipent les 4 roues. Ils sont ventilés à l'avant. La direction assistée électrique est également de série.

## Deuxième génération (2023-)
La deuxième génération de Trumpchi GS3 a été lancée en Chine le 20 février 2023 sous le nom de GS3 Yingsu (影速). La GS3 de deuxième génération est équipée d'un moteur turbo de 1,5 litre développant 177 ch. Le moteur est associé à une transmission DCT à 7 rapports,.

### Exports

#### Philippines
La GS3 de deuxième génération a été lancée aux Philippines sous la marque GAC et sous le nom de GS3 Emzoom le 30 juin 2023. Elle est disponible en trois finitions : GS, GB et R-Style. Toutes les variantes sont équipées d'un moteur turbo de 1,5 litre produisant 177 ch et 270 Nm de couple, associé à une transmission DCT à 7 rapports.